# Hylodidae
Hylodidae é uma família de anfíbios da ordem Anura. Está distribuída na América do Sul.

## Taxonomia
Os gêneros foram classificados em diversas famílias, como Dendrobatidae, Cycloramphidae e Leptodactylidae, ao longo dos anos, até serem reconhecidos em uma família distinta.
São reconhecidos três gêneros para esta família:
- Gênero Crossodactylus Duméril & Bibron, 1841
- Gênero Hylodes Fitzinger, 1826
- Gênero Megaelosia Miranda-Ribeiro, 1923